# Резеда непахуча
Резеда непахуча (Reseda inodora) — вид рослин з родини резедових (Resedaceae), поширений у ПАР, Алжирі, Європі, Азії.

## Опис
Однорічна іноді дворічна рослина 30–60 см. Квітки без запаху; приквітки лінійні, 2–4 мм довжиною; верхні пелюстки 4-лопатеві.

## Поширення
Поширений у ПАР, Алжирі, Європі, Азії.
В Україні вид зростає на схилах і відслоненнях різних порід — на півдні Лісостепу, зрідка; в Степу.